# Liste de gares en Estonie

Cette liste de gares en Estonie est une liste alphabétique des gares et haltes situées sur les lignes ferroviaires établies en Estonie.

La carte des lignes ferroviaires.

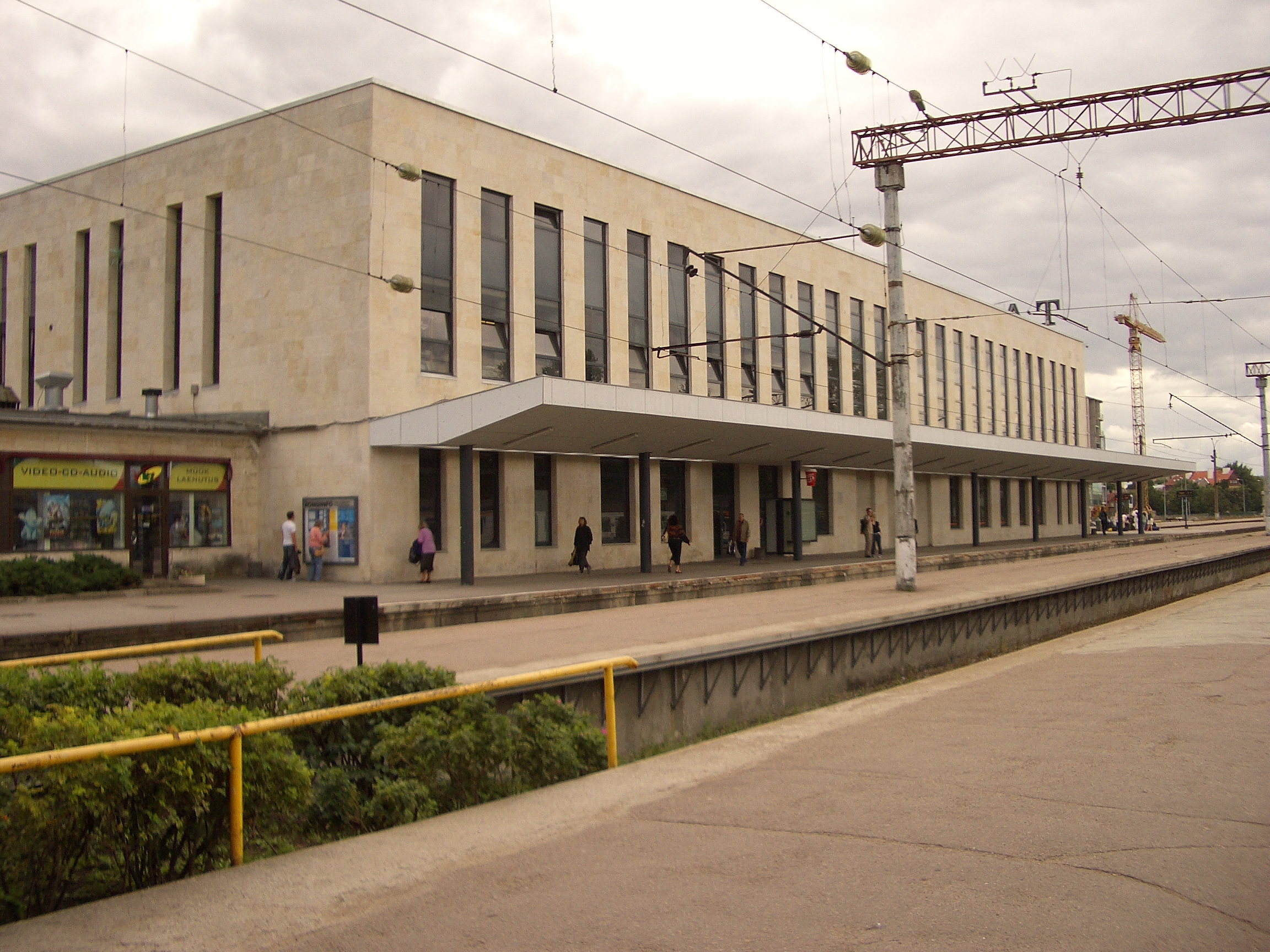
Gare de Tallinn-Baltique.

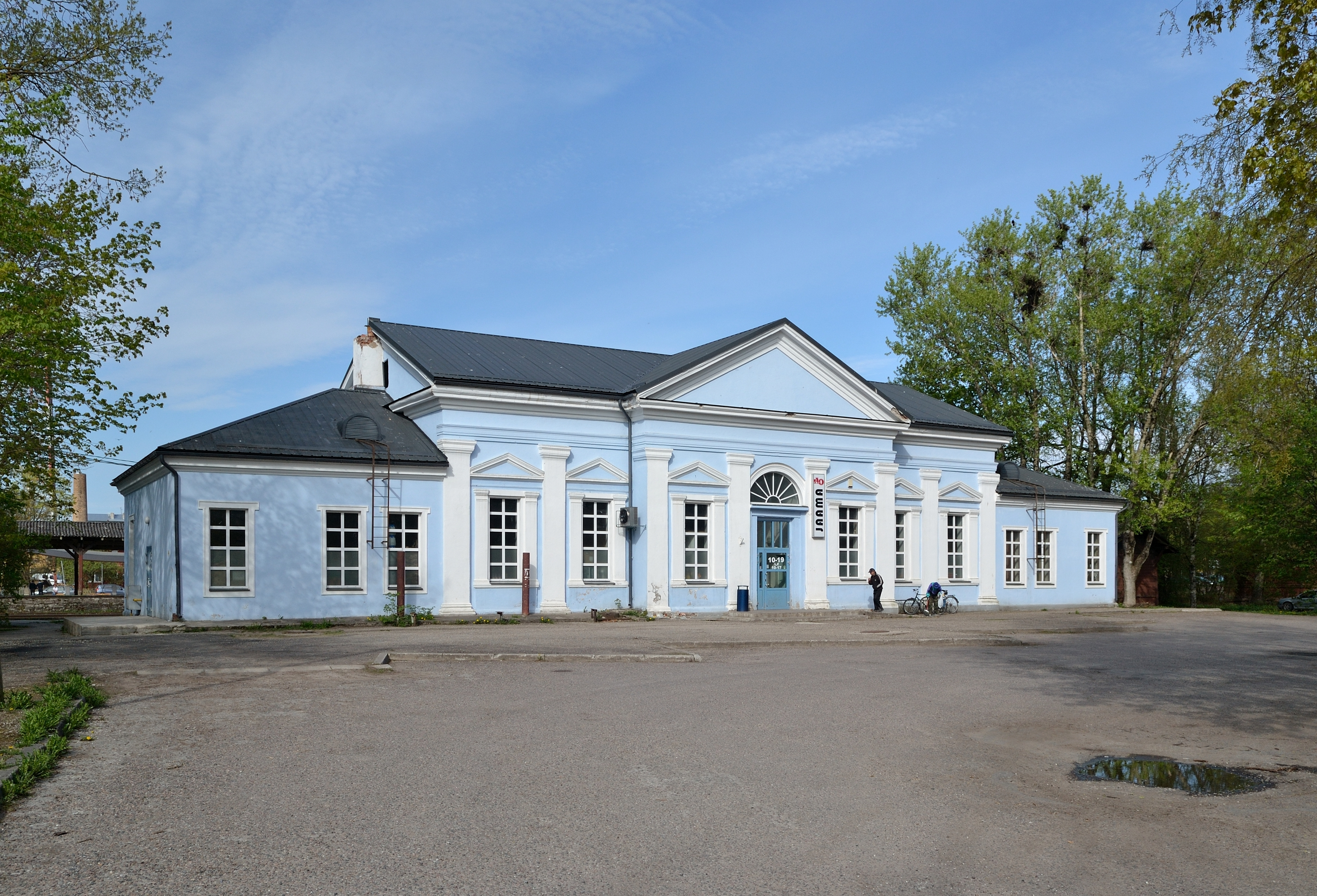
Gare de Jõgeva.

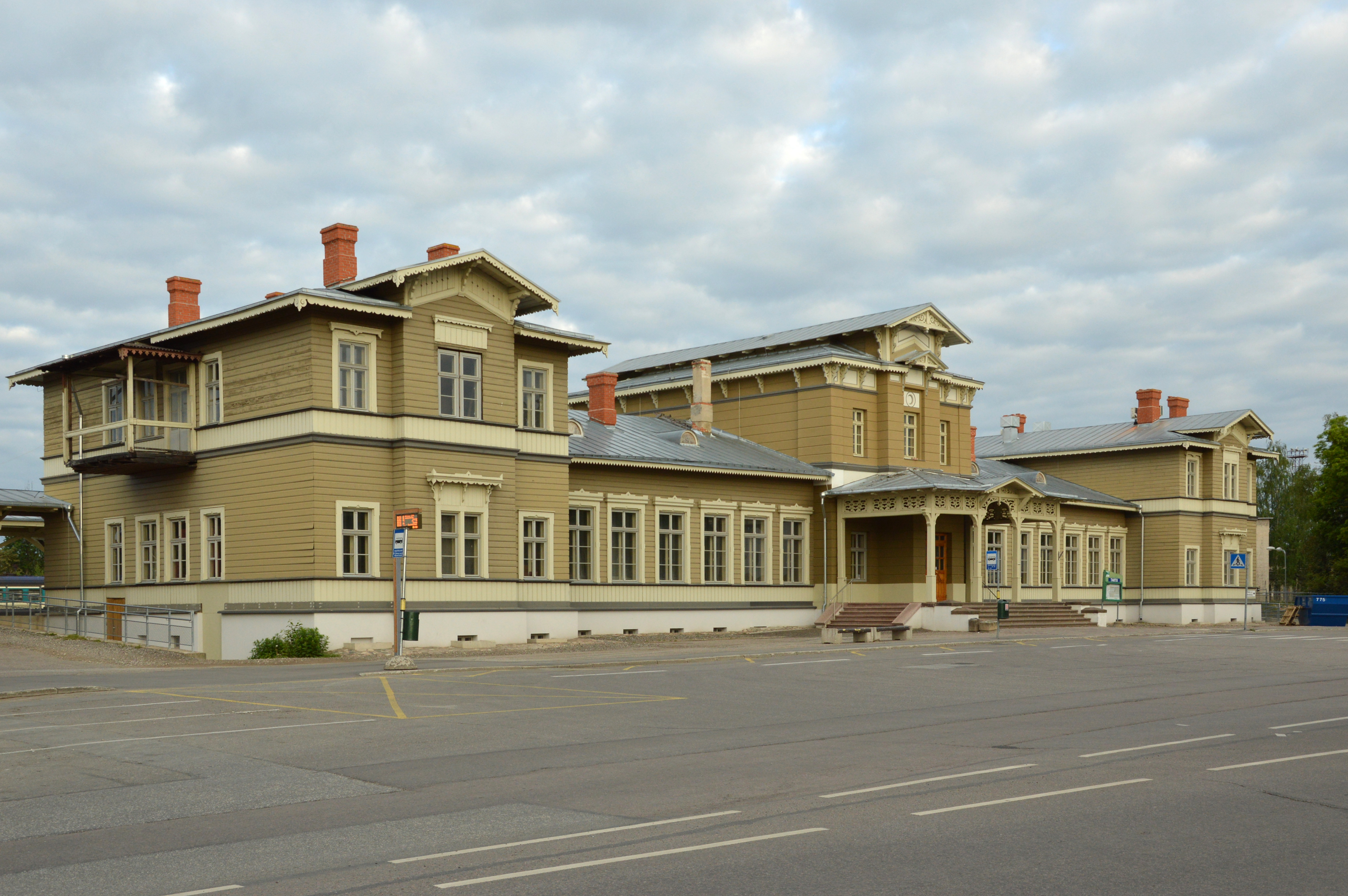
Gare de Tartu.

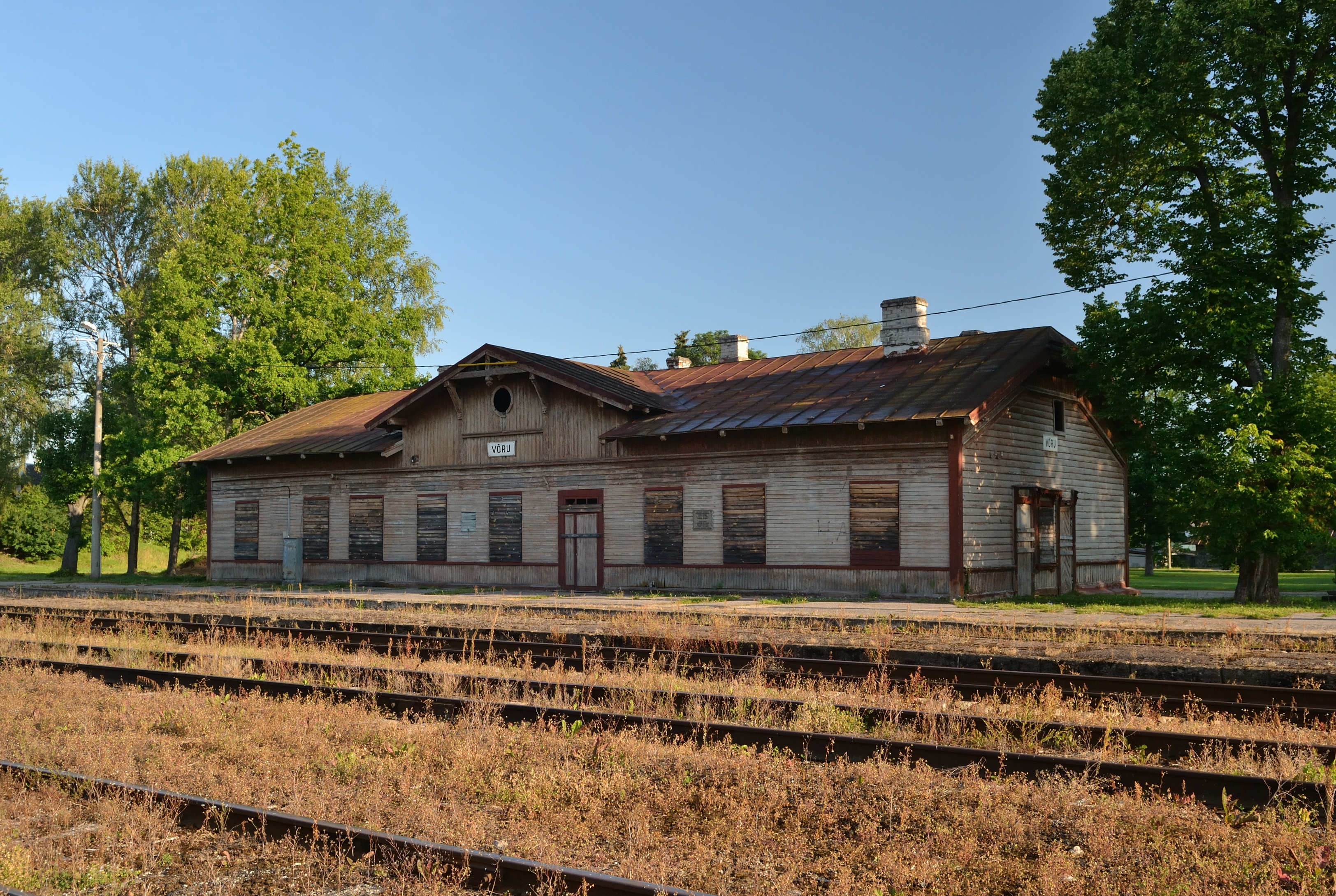
Gare de Võru.

- Haut – A
- B
- C
- D
- E
- F
- G
- H
- I
- J
- K
- L
- M
- N
- O
- P
- Q
- R
- S
- T
- U
- V
- W
- X
- Y
- Z

## A
- Halte de Aadumäe (et)
- Halte de Aakre (et)
- Gare d'Aardla
- Gare de Aegviidu
- Halte de Aiamaa (et)
- Halte de Anne (et)
- Gare de Antsla (et)
- Halte de Aruküla (et)
- Gare de Auvere (et)

## E
- Halte de Eidapere (et)
- Halte de Ellamaa (et)
- Gare de Elva
- Halte de Emajõe (et)
- Halte de Energia (et)

## H
- Gare de Haapsalu
- Halte de Hagudi (et)
- Halte de Hanila (et)
- Halte de Harku (et)
- Halte de Hiiu (et)
- Halte de Holvandi (et)
- Halte de Husari (et)

## I
- Halte de Ilumetsa (et)

## J
- Halte de Jaakna (et)
- Halte de Jaanika (et)
- Gare de Jõgeva
- Gare de Jõhvi
- Halte de Jäneda (et)
- Halte de Järve (et)

## K
- Gare de Kaarepere (et)
- Gare de Kabala (et)
- Gare de Kadrina
- Halte de Kalevi (et)
- Gare de Karula (et)
- Gare de Karuse (et)
- Halte de Kasemetsa (et)
- Halte de Keava (et)
- Gare de Keeni (et)
- Gare de Kehra
- Gare de Keila
- Halte de Kibuna (et)
- Halte de Kiidjärve (et)
- Gare de Kiisa (et)
- Gare de Kilingi-Nõmme (et)
- Gare de Kiltsi (et)
- Gare de Kirsi
- Halte de Kitseküla (et)
- Halte de Kivimäe (et)
- Gare de Kiviõli (et)
- Gare de Kliima (et)
- Halte de Klooga (et)
- Halte de Klooga-Aedlinna (et)
- Halte de Kloogaranna (et)
- Gare de Kohila (et)
- Gare de Kohtla (et)
- Halte de Kohtla-Nõmme (et)
- Gare de Koidula (et)
- Gare de Koikse (et)
- Halte de Kolu (et)
- Halte de Koogiste (et)
- Gare de Kopli (et)
- Halte de Kulli (et)
- Halte de Kulna (et)
- Halte de Kurenurme (et)
- Gare de Kuressaare (et)
- Halte de Kõnnu (et)
- Halte de Kõrgemäe
- Halte de Kärevere (et)
- Gare de Kärkna (et)
- Halte de Käru (et)

## L
- Halte de Laagri (et)
- Halte de Laane (et)
- Gare de Lagedi (et)
- Halte de Lahinguvälja (et)
- Halte de Laitse (et)
- Halte de Laoküla (et)
- Halte de Lehtse (et)
- Gare de Lelle (et)
- Gare de Lepassaare (et)
- Gare de Lihula (et)
- Gare de Liiva (et)
- Halte de Lilleküla (et)
- Halte de Lohu (et)
- Halte de Veski (et)

## M
- Gare de Maardu (et)
- Halte de Metsa (et)
- Gare de Mullavere (et)
- Halte de Mustamäe
- Gare de Mustjõe (et)
- Gare de Muuga (et)
- Gare de Mõisaküla (et)
- Halte de Mõneku (et)
- Gare de Mõniste
- Halte de Mägiste (et)
- Halte de Männiku (et)
- Gare de Märjamaa (et)
- Halte de Mürgi (et)

## N
- Gare de Narva
- Gare de Nava (et)
- Halte de Nelijärve (et)
- Halte de Nigula (et)
- Halte de Niitvälja (et)
- Halte de Nõmme (et)
- Gare de Rahumäe (et)
- Gare de Nõmme-Kindluse (et)
- Halte de Nõmme-Turg
- Gare de Nõmme-Väike (et)
- Gare de Nõmmküla (et)
- Halte de Nõnova (et)
- Gare de Nõo (et)

## O
- Halte de Ollepa (et)
- Halte de Olustvere (et)
- Gare de Orava (et)
- Gare de Oru (et)
- Halte de Otsa (et)

## P
- Halte de Padula (et)
- Gare de Paeküla (et)
- Gare de Paldiski
- Gare de Palivere (et)
- Gare de Palupera (et)
- Halte de Parila (et)
- Halte de Patika (et)
- Gare de Pedja (et)
- Halte de Peedu (et)
- Halte de Piiroja (et)
- Halte de Pikaantsu (et)
- Gare de Piusa (et)
- Gare de Puka (et)
- Halte de Pulli (et)
- Halte de Põllküla (et)
- Gare de Põlva (et)
- Gare de fret de Pärnu (et)
- Gare de Pärnu (et)
- Halte de Pääsküla (et)
- Gare de Pühatu (et)
- Gare de Püssi (et)

## R
- Gare de Raasiku
- Halte de Raavitse (et)
- Halte de Rahumäe (voie étroite) (et)
- Halte de Rahumäe (et)
- Gare de Raikküla (et)
- Gare de Rakke (et)
- Gare de Rakvere (et)
- Halte de Ratsimäe (et)
- Halte de Rannamõisa
- Gare de Rapla (et)
- Halte de Rebase (et)
- Gare de Reola (et)
- Halte de Ridala (et)
- Gare de Riisipere (et)
- Gare de Risti (et)
- Gare de Rohuküla (et)
- Halte de Roobuka (et)
- Gare de Roomassaare
- Gare de Rootsi (et)
- Gare de Ropka (et)
- Gare de Rumba (et)
- Halte de Ruusa (et)

## S
- Halte de Saku (et)
- Gare de Sangaste (et)
- Halte de Saue (et)
- Halte de Sigaste (et)
- Gare de Sillamäe (et)
- Gare de Soldina (et)
- Gare de Sompa (et)
- Gare de Sonda
- Halte de Sootaga (et)
- Gare de Surju (et)
- Gare de Sõmerpalu (et)
- Halte de Sõrve
- Halte de Sürgavere (et)

## T
- Gare de Tabivere (et)
- Gare de Taebla (et)
- Halte de Taevaskoja (et)
- Halte de Taikse (et)
- Gare du port de Tallinn (et)
- Gare de Tallinn-Baltique
- Gare de Tallinn-Väikse
- Halte de Tammiste (et)
- Gare de Tamsalu (et)
- Gare de Tapa
- Gare de Tartu
- Halte de Tihemetsa (et)
- Halte de Tiksoja (et)
- Gare de Tondi (et)
- Halte de Tondi (et)
- Gare de Tootsi (et)
- Halte de Tori (et)
- Halte de Tuderna (et)
- Gare de Turba (et)
- Gare de Tuudi (et)
- Halte de Tuulemäe (et)
- Halte de Tõravere (et)
- Gare de Türi (et)

## U
- Halte de Uderna (et)
- Halte de Uhti (et)
- Gare de Urda (et)
- Halte de Uuemõisa (et)

## V
- Halte de Vaabina (et)
- Gare de Vaeküla (et)
- Halte de Vagula (et)
- Gare de Vaivara (et)
- Gare de Valga
- Halte de Valgemetsa (et)
- Halte de Valingu (et)
- Halte de Vana-Kuuste (et)
- Halte de Vapramäe (et)
- Halte de Variku (et)
- Gare de Vasalemma (et)
- Halte de Vaskrääma (et)
- Gare de Vastse-Kuuste
- Halte de Vasula (et)
- Halte de Vatsla
- Gare de Veriora (et)
- Poste de Veski (et)
- Halte de Veski (et)
- Halte de Vesse (et)
- Gare de Vigala (et)
- Halte de Lahinguvälja (et)
- Halte de Vilivere (et)
- Gare de Viljandi
- Halte de Viluvere (et)
- Gare de Virtsu (et)
- Halte de Vorbuse (et)
- Gare de Võhma (et)
- Gare de Võru
- Gare de Vägeva (et)
- Halte de Vääna (et)

## Ü
- Gare de fret de Ülemiste (et)
- Halte de Ülemiste (et)
- Halte de Ülenurme (et)